# Reprezentacja Indii w koszykówce mężczyzn
Reprezentacja Indii w koszykówce mężczyzn – drużyna, która reprezentuje Indie w koszykówce mężczyzn. Za jej funkcjonowanie odpowiedzialny jest Indyjski Związek Koszykówki (BFI).
Raz brała udział w igrzyskach olimpijskich – w 1980 roku zajęła ostatnie, 12. miejsce. Nigdy nie zakwalifikowała się do udziału w mistrzostwach świata. Ponadto 23 razy brała udział w mistrzostwach Azji, jednak nigdy nie zdobyła medalu tej imprezy, dwukrotnie (w 1967 i 1975) zajmując najlepsze w historii, 4. miejsce.

## Udział w imprezach międzynarodowych
- Igrzyska olimpijskie
  - 1980 – 12. miejsce[1]

- Mistrzostwa Azji
  - 1965 – 7. miejsce
  - 1967 – 4. miejsce
  - 1969 – 5. miejsce
  - 1971 – 6. miejsce
  - 1973 – 6. miejsce
  - 1975 – 4. miejsce
  - 1977 – 8. miejsce
  - 1979 – 5. miejsce
  - 1981 – 5. miejsce
  - 1983 – 8. miejsce
  - 1986 – 10. miejsce
  - 1987 – 6. miejsce
  - 1989 – 6. miejsce
  - 1991 – 13. miejsce
  - 1995 – 13. miejsce
  - 1997 – 11. miejsce
  - 2001 – 8. miejsce
  - 2003 – 8. miejsce
  - 2005 – 12. miejsce
  - 2007 – 15. miejsce
  - 2009 – 13. miejsce
  - 2011 – 14. miejsce
  - 2013 – 11. miejsce